# Neufeldenwasser
Das Neufeldenwasser, auch Gründelbach, ist ein etwa zwei Kilometer langer Bach in Oderwitz in der Oberlausitz, der am Nordhang des Hutberges bzw. nordwestlich des Pferdeberges entspringt und bei Niederoderwitz in das Landwasser mündet. Er durchfließt ein Waldstück namens Gründel, auch sonst sind seine Ufer bewaldet, nur der Oberlauf ist baumfrei. Kurz vor der Mündung ins Landwasser passiert der Bach ein Stauwehr, das heute zur Wasserentnahme genutzt wird.